# Goltoft
Goltoft là một đô thị thuộc huyện Schleswig-Flensburg, trong bang Schleswig-Holstein, nước Đức. Đô thị Goltoft có diện tích 3,09 km², dân số thời điểm 31 tháng 12 năm 2006 là 227 người.